# تذبذب مادن جوليان

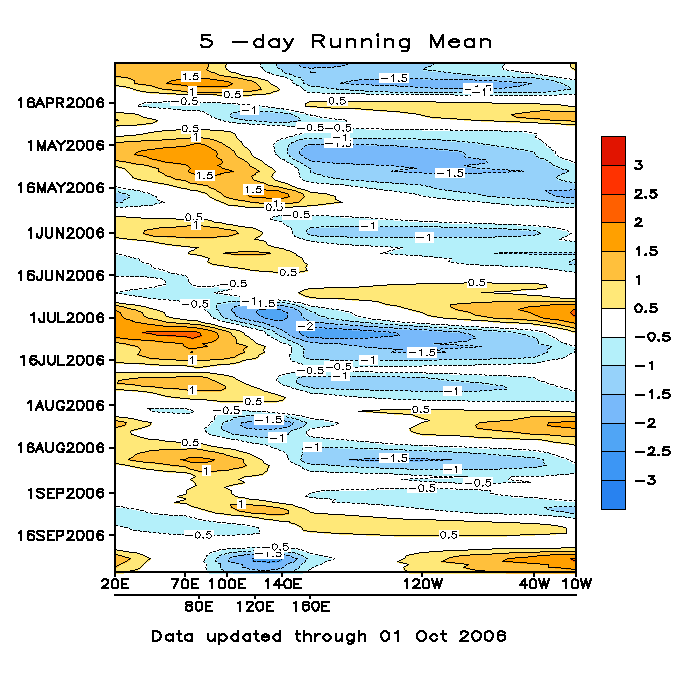

يُعتبر تذبذب مادن جوليان (MJO) العنصر الأكبر في التغير بين الموسمي (30 إلى 90 يومًا) في الغلاف الجوي الاستوائي. اكتُشف في عام 1971 بواسطة رولاند مادن وبول جوليان من المركز الوطني الأمريكي لأبحاث الغلاف الجوي (NCAR). يُعتبر ارتباطًا بدرجة كبيرة بين دوران الغلاف الجوي والحمل الحراري العميق في الغلاف الجوي. على عكس الأنماط الثابتة مثل إل نينو التذبذب الجنوبي (ENSO)، يُعتبر تذبذب مادن جوليان نمطًا متحركًا ينتشر باتجاه الشرق، بسرعة تتراوح بين 4 إلى 8 م\ث تقريبًا (14 إلى 29 كم\س، 9 إلى 18 ميل\س)، عبر الغلاف الجوي فوق المناطق الدافئة من المحيطين الهندي والهادئ. يُظهر نمط الدوران الإجمالي ذلك نفسه بكل وضوح في صورة تساقط غير منتظم للأمطار.
يتميز تذبذب مادن جوليان بالتعاقب باتجاه الشرق للمناطق الكبيرة لكل من الأمطار الاستوائية المتزايدة والمتناقصة، ويُرصد بشكل أساسي عبر المحيطين الهندي والهادئ. عادة ما يظهر المطر غير المنتظم عبر المحيط الهندي الغربي، ويبقى ظاهرًا مع انتشاره عبر مياه المحيط الدافئة للغاية في المحيط الهادئ الاستوائي الأوسط والغربي. عادة ما يصبح ذلك النمط من الأمطار الاستوائية صعب التصنيف إذ يتحرك عبر مياه المحيط الأبرد في المحيط الهادئ الشرقي، ولكنه يعاود الظهور عندما يمر عبر المياه الأدفأ عبر ساحل المحيط الهادئ لأمريكا الوسطى. قد يعاود النمط الظهور من حين إلى آخر في مناطق الضغط المنخفض فوق المحيط الأطلسي الاستوائي ومناطق الضغط المرتفع فوق المحيط الهندي. يتبع المرحلة الرطبة التي يزداد فيها الحمل الحراري والهطول مرحلة أخرى جافة حيث ينخفض نشاط العواصف الرعدية. تستمر كل دورة ما بين 30 إلى 60 يومًا تقريبًا. بسبب هذا النمط، يُعرف أيضًا تذبذب مادن جوليان باسم تذبذب الـ 30 إلى 60 يوم، أو موجة الـ 30 إلى 60 يوم، التذبذب بين الموسمي.

## السلوك
يأتي نمط الأمطار الاستوائية المتزايدة أو المتناقصة عبر المناطق الاستوائية المرتبط بتذبذب مادن جوليان مصحوبًا بأنماط ظاهرة من انحرافات دوران الغلاف الجوي منخفضة المستوى ومرتفعة المستوى. تنتشر خصائص الدوران تلك حول كوكب الأرض ولا ترتبط فقط بنصف الكرة الشرقي. يتحرك تذبذب مادن جوليان شرقًا بسرعة تتراوح بين 4 م\ث (14 كم\س، 9 ميل\س) و 8 م\س (29 كم\س، 18 ميل\س) عبر المناطق الاستوائية، عابرًا المناطق الاستوائية في فترة تتراوح بين 30 و 60 يومًا—مع تتبع المرحلة النشطة من تذبذب مادن جوليان بدرجة الإشعاع الصادر طويل الموجة، الذي يُقاس بواسطة الأقمار الصناعية ذات المدار الجغرافي الثابت لاستشعار الطقس عن طريق الأشعة تحت الحمراء. كلما انخفضت كمية الإشعاع الصادر طويل الموجة، أصبحت التعقيدات، أو الحمل الحراري، للعواصف الرعدية أقوى خلال تلك المنطقة. 
تظهر الرياح الغربية مرتفعة السطح (المستوى الأعلى) بالقرب من الجانب الغربي (الشرقي) من الحمل الحراري النشط. تتبع التيارات المحيطية، التي يصل عمقها إلى 100 مترًا (330 قدمًا) من سطح المحيط، مكون الرياح الشرقية بطور متفق مع الرياح السطحية. في مقدمة النشاط المتزايد لتذبذب مادن جوليان، أو إلى الشرق منه، تكون الرياح العلوية باتجاه الغربيات. في أعقاب مناطق تساقط المطر المتزايد، أو إلى الغرب منها، تكون الرياح العلوية باتجاه الشرقيات. ترجع تلك التغيرات الحادثة إلى الأعلى في الرياح إلى الانحراف الموجود عبر العواصف الرعدية النشطة خلال المرحلة المتزايدة. يمكن اقتفاء أثرها المباشر باتجاه القطبين على بعد 40 دائرة عرض من خط الاستواء في نصفي الكرة الشمالي والجنوبي، وتنتشر باتجاه الخارج من مركزها بالقرب من خط الاستواء على ارتفاع دائرة عرض واحدة يوميًا أو 111 كيلومترًا(69 ميلًا) يوميًا. 

### الاختلافات
قد تبطؤ حركة تذبذب مادن جوليان حول الأرض أو تتوقف خلال الصيف بنصف الكرة الشمالي أو بداية الخريف، ما يؤدي إلى زيادة سقوط الأمطار باستمرار على جانب واحد من الأرض وانخفاض معدل الأمطار على الجانب الآخر. قد يحدث ذلك أيضًا في وقت مبكر من العام. قد يهدأ أيضًا تذبذب مادن جوليان لفترة من الزمن، ما يؤدي إلى نشاط منتظم للرياح في كل مناطق الأرض. 